# Павел Чмовш
Павел Чмовш е чешки футболист, бивш младежки национален играч на Чехия и защитник на Мумбай Сити. Роден е 29 юни 1990 г. в Пилзен.

## Кариера
Чмовш е юноша на Славия Прага, но така и не записва минути в мъжкия футбол в страната си. На 20 години е закупен от холандския НЕК Ниймеген, където още в първия сезон е даден под наем на втородивизионния Веендам. С тях записва 33 мача и отбелязва 2 гола. След успешния период започва постепенно да се налага в НЕК и за 3 сезона записва 51 мача, в които бележи 1 гол. През октомври 2013 г. се сбива със съотборник на тренировка и е изваден от първия състав. Впоследствие е върнат, но през зимата разтрогва договора си. На 28 януари минава успешно медицински прегледи в София и подписва за 2 години и половина с Левски София.
Има и 10 изиграни мача за младежкия национален отбор до 21 г. на Чехия.